# Wilhelm Brandt
Wilhelm Waidermar Brandt (San Petersburgo, 1904 - 1982) fue un naturalista y entomólogo Finlandés. Fue experto y mantuvo una extensa colección de mariposas, especialmente provenientes de las islas de Papúa Nueva Guinea. Su colección es ahora parte del Museo Sueco de Historia Natural. En 2013, la especie Paranigilgia brandti recibió su epónimo en honor de Brandt. Fue hermano del naturista de la Alemania nazi Fred H. Brandt.